# Zentrum für slowenische Literatur
Das Zentrum für slowenische Literatur (slow. Center za slovensko književnost) ist eine Nicht-Regierungsorganisation, die seit 1999 im Bereich der internationalen Promotion slowenischer Literatur tätig ist.

## Organisation und Programm
Das Center za slovensko književnost/Center for Slovenian Literature organisiert Austauschprogramme, Workshops und Auftritte slowenischer Autorinnen und Autoren im Ausland und versteht sich auch als Informationsplattform für slowenische Literatur. Mit der Online-Veröffentlichung von Probeübersetzungen aus dem Slowenischen ins Englische und gegebenenfalls in andere Sprachen (Spanisch, Niederländisch) erfüllte das Zentrum lange vor der Intensivierung der Promotionstätigkeit durch die Öffentliche Buchagentur Sloweniens (JAK) eine bedeutende literaturvermittelnde Funktion. Seit 2011 gibt das Zentrum jährlich das Booklet 10 Books from Slovenia heraus, in dem jeweils zehn ausgewählte slowenische Autorinnen und Autoren präsentiert werden. Die bis 2018 vom Zentrum herausgegebene Buchreihe Aleph bestand bereits seit 1985 und widmete sich neben der Herausgabe slowenischer Gegenwartsliteratur auch der Übersetzung zeitgenössischer Weltliteratur.
Das Zentrum organisierte seit seiner Gründung regelmäßig die slowenischen Auftritte auf internationalen Buchmessen, u. a. in Frankfurt, Prag (2005 war Slowenien Gastland) und Göteborg. Im Vorfeld des Gastlandauftritts Sloweniens auf der Buchmesse in Leipzig 2007 gab das Zentrum eine Bibliographie der Buchübersetzungen slowenischer Literatur ins Deutsche in Auftrag, die 2008 aktualisiert wurde und online zugänglich ist. Darüber hinaus organisierte das Zentrum mehrere Übersetzerworkshops, u. a. zu Literatur aus dem LGBT-Bereich, zu Frauenliteratur, zu kleinen Literaturen, oder einen Lyrik-Workshop im Rahmen der Veranstaltungen zur World Book Capital Ljubljana 2010 zusammen mit Literature Across Frontiers (LAF) und dem Living Literature Festival in Ljubljana mit internationalen Gästen. Von 2003 bis 2012 schrieb das Zentrum eine dreiwöchige Autorenresidenz in Kočevje aus.
Leiter des Zentrums, das seine Räumlichkeiten im alternativen Kulturzentrum Metelkova hat, ist der Autor, Verleger, Herausgeber und Übersetzer Brane Mozetič.
Zusammen mit dem Slowenischen Schriftstellerverband und dem Slowenischen PEN-Zentrum betreute das Zentrum die Vergabe von Druckkostenzuschüssen an ausländische Verleger aus dem Trubar-Fonds. Das Zentrum ist Mitglied von Literature Across Frontiers.